# Batad
Batad is een gemeente in de Filipijnse provincie Iloilo op het eiland Panay. Bij de laatste census in 2010 telde de gemeente ruim 19 duizend inwoners.

## Geografie

### Bestuurlijke indeling
Batad is onderverdeeld in de volgende 24 barangays:
| - Alapasco - Alinsolong - Banban - Batad Viejo - Binon-an - Bolhog - Bulak Norte - Bulak Sur - Cabagohan - Calangag - Caw-i - Drancalan | - Embarcadero - Hamod - Malico - Nangka - Pasayan - Poblacion - Quiazan Florete - Quiazan Lopez - Salong - Santa Ana - Tanao - Tapi-an |

## Demografie
Batad had bij de census van 2010 een inwoneraantal van 19.385 mensen. Dit waren 1.087 mensen (5,9%) meer dan bij de vorige census van 2007. Ten opzichte van de census van 2000 was het aantal inwoners gegroeid met 2.376 mensen (14,0%). De gemiddelde jaarlijkse groei in die periode kwam daarmee uit op 1,32%, hetgeen lager was dan het landelijk jaarlijks gemiddelde over deze periode (1,90%).

De bevolkingsdichtheid van Batad was ten tijde van de laatste census, met 19.385 inwoners op 53,1 km², 365,1 mensen per km².